# Mondkuchen

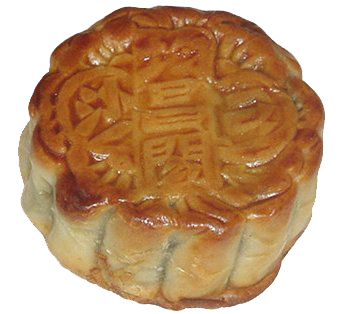
Traditioneller gebackener Mondkuchen

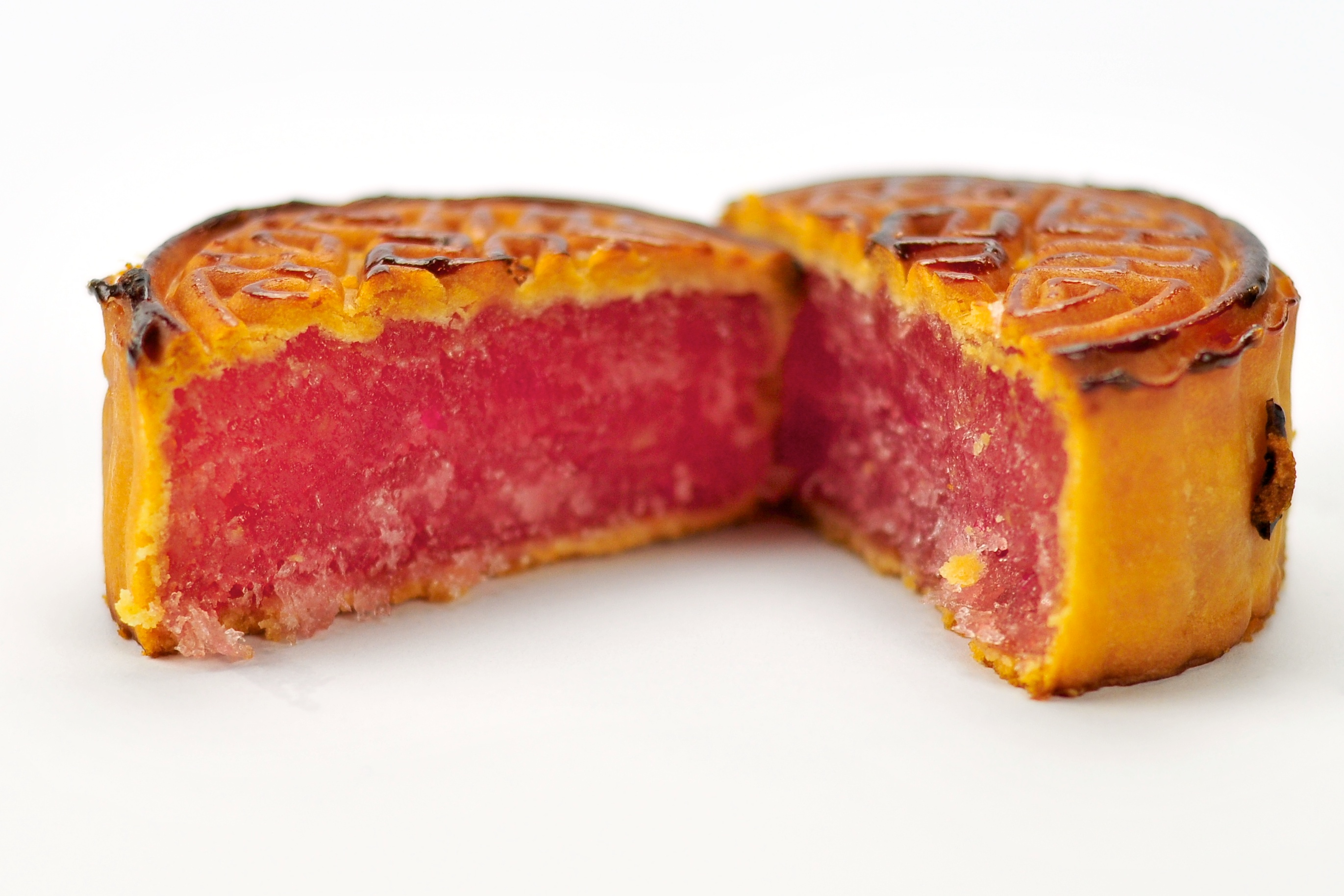
Mondkuchen mit Füllung

Der Mondkuchen (chinesisch 月餅 / 月饼, Pinyin yuèbǐng) ist eine Spezialität der chinesischen Küche, die sowohl salzig als auch süß gefüllt sein kann. Die kleinen Kuchen werden an Verwandte und Freunde verschenkt.
Traditionell wird er zum Mondfest im Herbst gegessen, aber auch zu anderen Anlässen. Der typische Mondkuchen ist rund, hat einen Durchmesser von etwa 10 Zentimetern und ist zirka 4 Zentimeter hoch. Er ist sehr nahrhaft und wird meistens zu chinesischem Tee serviert.
Jede Region hat eigene Mondkuchen-Rezepte. In Taiwan sind die salzigen Mondkuchen mit Eidotter und Fleisch gefüllt, die süßen mit Süßkartoffeln. Üblich ist auch eine süße Füllung aus Bohnen, Sesam und Ananas.
Der typische Mondkuchen enthält eine süße und etwas fettige Füllung aus Zucker, pflanzlichem Fett und einer Paste aus Samen der Lotuspflanze. Manchmal enthält er außerdem gesalzene Eidotter im Inneren, die den Vollmond symbolisieren sollen. Salziges und Süßes in einem Kuchen entsprechen dem Prinzip der Harmonie von Yin und Yang. Der Kuchen wird meistens mit chinesischen Schriftzeichen verziert, zum Beispiel für „langes Leben“ oder für „Harmonie“, außerdem dem der Bäckerei, daneben werden weitere Symbole zur Dekoration aufgebracht.
Sie werden selten in privaten Haushalten gebacken, sondern in der Regel gekauft und dann meistens verschenkt, oft mit teuren Beigaben. Mondkuchen für den Eigenbedarf wird höchst selten gekauft.
Der Legende nach wurden in den Mondkuchen zur Zeit der Mongolen in China von Aufständischen geheime Botschaften versteckt und transportiert.